# Wendy Lawrence
Wendy Barrien Lawrence (Jacksonville, 2 luglio 1959) è un'ex astronauta e ingegnere statunitense.
Ha partecipato a quattro missioni spaziali Shuttle (STS-67, STS-86, STS-91, STS-114) come specialista di missione. La STS-114 era la missione di ritorno al volo dopo il Disastro dello Space Shuttle Columbia.